# سفارة السويد في صربيا
سفارة السويد في صربيا هي أرفع تمثيل دبلوماسي لدولة السويد لدى صربيا. تقع السفارة في بلغراد وهي تهدف لتعزيز المصالح السويدية في صربيا.

## وصلات خارجية
- الموقع الرسمي
- قائمة سفارات السويد
- قائمة السفارات في صربيا